# 古河電子
古河電子株式会社（ふるかわでんし、英文社名：FURUKAWA DENSHI CO.,LTD.）は、福島県いわき市に本社を置く電子材料メーカーである。古河機械金属グループの電子材料事業を担う中核事業会社（連結子会社）で、古河グループに属している。
携帯電話の電子デバイスやDVDのレーザーダイオード、LEDなどに使用されるガリウムヒ素半導体の原料である高純度金属ヒ素については、現在では国内唯一の製造メーカーであり、その世界シェアは60%（国内シェアは75%）を誇っている。さらに、サーバーやプリンタなどの電源に使用されるアモルファスダストコアは、その世界シェアは90%（国内シェアは70%）を占めている。

## 主力製品・事業
- 高純度材料
- 窒化アルミセラミックス
- 光学部品・システム
- コア・コイル
- ウェルアップ

## 主力製品の市場占有率
- 高純度金属ヒ素 - 国内シェア75%、世界シェア60%
- ガリウムリン多結晶 - 国内シェア40%、世界シェア40%
- アモルファスダストコア - 国内シェア90%、世界シェア70%

## 事業所所在地
- 本社：福島県いわき市好間町上好間字小館20
- 営業部：東京都千代田区大手町2-6-4 常盤橋タワー
- 工場
  - いわき工場：福島県いわき市好間町上好間字小館20
  - いわき分工場：福島県いわき市好間町北好間字小田郷47-1
  - 半導体素材分工場：栃木県日光市足尾町遠下2982
  - 光学部品分工場：埼玉県春日部市南栄町11-10

## 沿革
- 2005年 - 古河機械金属の電子材料事業を会社分割により古河電子が設立。

## 主要グループ会社
- （株）ウエルネス
- いわき半導体（株）